# Valderaduey

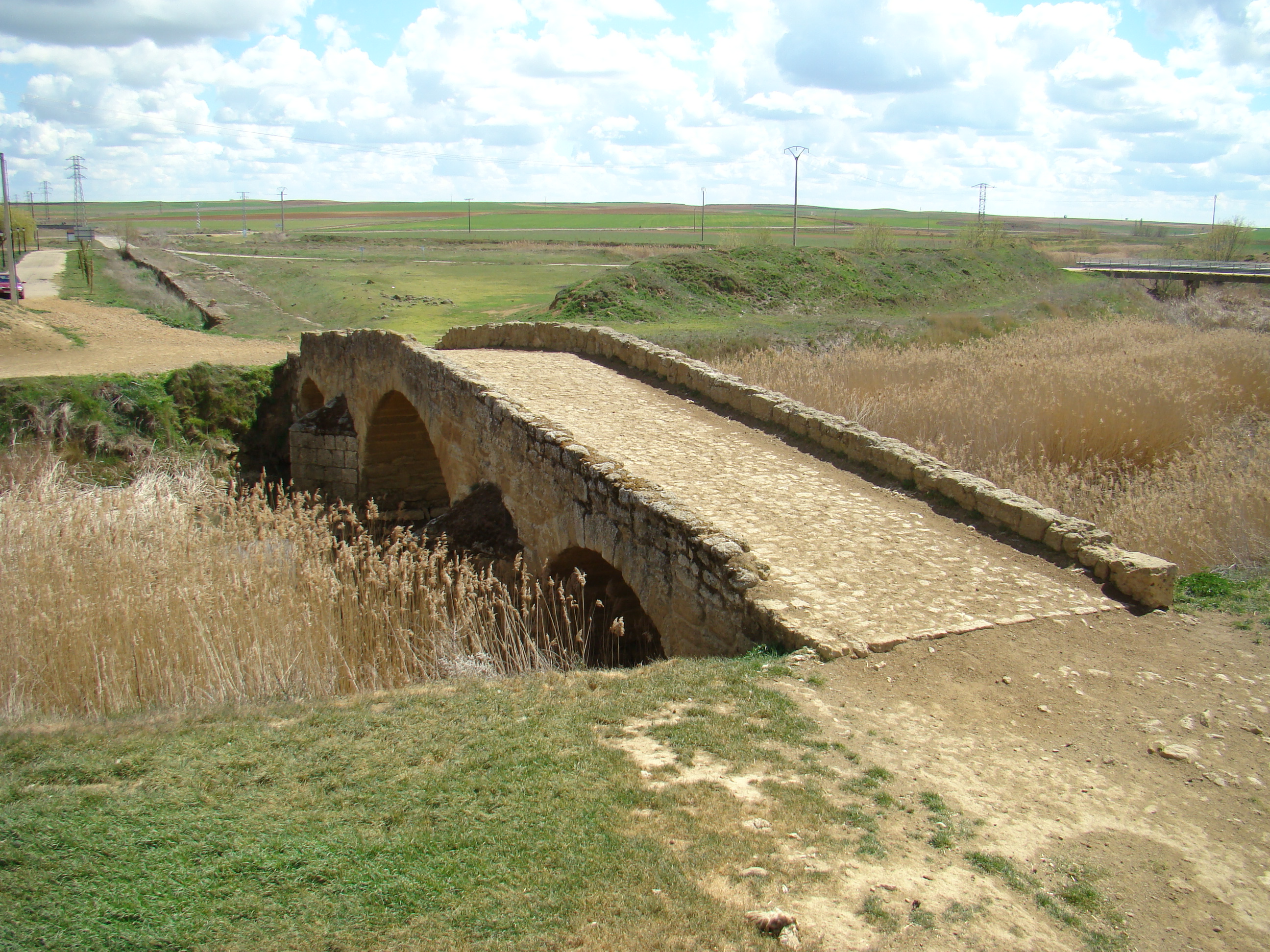
„Römerbrücke“ bei Becilla de Valderaduey

Der Río Valderaduey ist ein ca. 158 km langer nördlicher Nebenfluss des Duero in der nordspanischen Region Kastilien-León. Er hieß ursprünglich Aratoi, was später zu Araduey umgeformt wurde.

## Verlauf
Der Río Valderaduey entsteht aus dem Zusammenfluss zweier Quellbäche (Arroyo de Vallehondo und Arroyo de San Roque) beim Berg Riocamba beim Dorf Renedo de Valderaduey. Danach verläuft er stetig in zunächst südlicher, später dann südwestlicher Richtung, fließt jeweils in ca. 1,5 km Entfernung an den geschichts- und kulturträchtigen Kleinstädten Sahagún und Villalpando vorbei um schließlich ca. 2 km östlich von Zamora in den Duero zu münden.

## Nebenflüsse
Zahlreiche Bäche münden in den Río Valderaduey; bedeutendster Nebenfluss ist der Río Sequillo.

## Wasserführung
Der Fluss führt meist nur in den Wintermonaten oder nach starken oder langanhaltenden Regenfällen Wasser; im Sommer fällt er oft über weite Strecken trocken oder versumpft.

## Orte am Fluss
| - Castrillo de Valderaduey - Villazanzo de Valderaduey - Villavelasco de Valderaduey - San Pedro de Valderaduey - Grajal de Campos - Arenillas de Valderaduey - Santervás de Campos - Vega de Ruiponce | - Cabezón de Valderaduey - Becilla de Valderaduey - Villavicencio de los Caballeros - Bolaños de Campos - Castroverde de Campos - Villar de Fallaves - Villamayor de Campos - Villalpando | - Villárdiga - San Martín de Valderaduey - Cañizo - Castronuevo - Pobladura de Valderaduey - Aspariegos - Benegiles - Molacillos |

## Sehenswürdigkeiten
Beim Ort Becilla de Valderaduey führt eine mittelalterliche Brücke über den Fluss – sie wird oft als „Römerbrücke“ tituliert. Bei der Ortschaft Calzadilla de la Cueza quert der Jakobsweg (Camino Francés) den Fluss; an der Brücke steht eine romanische Kapelle.